# Vinyla 2019
Vinyla 2019 je devátý ročník hudebních cen Vinyla. 

## Ceny a nominace

### Album roku
- B4 – Plastová okna
- Margo – First I Thought Everyone’s Staring at Me but Then I Realized Nobody Cared – All the Creatures I Met Sitting on the Back Seat and How to Deal with What I’ve Learnt
- Palma – Starý duch
- Rouilleux – Lycanthropic Sounds

### Objev roku
- Margo
- Metastavy
- P/\ST

### Počin roku
- aktivity klubu Punctum
- album Wabi Experience
- BCAA – No~one Is an Island